# Parathesis papillosa
Parathesis papillosa är en viveväxtart som beskrevs av Cyrus Longworth Lundell. Parathesis papillosa ingår i släktet Parathesis och familjen viveväxter. Inga underarter finns listade i Catalogue of Life.